# Rally RACE de España de 1968
El Rally RACE de España de 1968, oficialmente 16.º RACE Rally de España, fue la decimosexta edición, la séptima ronda de la temporada 1968 del Campeonato de Europa y la decimosegunda de la temporada 1968 del Campeonato de España de Rally. Se celebró del 10 al 13 de octubre. El recorrido dividido en dos etapas empezaba primero en Madrid y terminaba en Gijón, luego se realizaba el recorrido a la inversa. Se incluían veintinueve tramos cronometrados con tres vueltas al Circuito del Jarama.

## Clasificación final
| Pos. | Piloto              | Copiloto                       | Automóvil                  | Tiempo  | Diferencia |
| ---- | ------------------- | ------------------------------ | -------------------------- | ------- | ---------- |
| 1.   | Pauli Toivonen      | Urpo Vihervaara                | Porsche 911 T              | 2:28:40 | 0.0        |
| 2.   | Jean-François Piot  | Jean Todt                      | Alpine-Renault A110 1300   | 2:35:59 | +7:19      |
| 3.   | Gilbert Staepelaere | André Aerts                    | Ford Escort Twin Cam       | 2:38:06 | +9:26      |
| 4.   | Raffaele Pinto      | Mario Mannucci                 | Lancia Fulvia 1.3 Coupé HF | 2:39:01 | +10:21     |
| 5.   | Bernard Tramont     | Ricardo Muñoz                  | Alpine-Renault A110 1300   | 2:42:04 | +13:24     |
| 6.   | Estanislao Reverter | Julio A. Leal                  | Alfa Romeo GTA             | 2:46:07 | +17:27     |
| 7.   | Jean-Pierre Nicolas | Claude Roure                   | Renault 8 Gordini          | 2:46:54 | +18:14     |
| 8.   | «Pedro»             | Ramón Canal                    | BMW 2002                   | 2:48:32 | +19:52     |
| 9.   | José Manuel Lencina | Ángel Luis Caballero           | Mini Cooper S              | 2:54:10 | +25:30     |
| 10.  | «Christine»         | Michèle Espinosi-Petit «Biché» | Alfa Romeo Giulia Sprint   | 2:55:41 | +27:01     |